# بویتلسباخ
بویتلسباخ (به آلمانی: Beutelsbach) یک شهر در آلمان است که در بایرن واقع شده‌است.

## خصوصیات
بویتلسباخ ۲۰٫۳۹ کیلومترمربع مساحت دارد ۳۶۱ متر بالاتر از سطح دریا واقع شده‌است.